# Баграт IV (царь Имеретии)
Баграт IV (груз. ბაგრატ IV, 1565 — после 1590) — царь Имеретии (1589—1590). Из имеретинской ветви династии Багратионов.

## Биография
Сын царевича Теймураза Вахтанговича и правнук имеретинского царя Александра II.
В 1589 году Баграт был посажен на имеретинский царский трон гурийским князем Георгием II Гуриели, который занял Кутаиси и отстранил от престола прежнего царя Ростома. 
В 1590 году Баграт был отстранен от власти картлийским царем Симоном Великим.